# Arular
Arular es el álbum de debut de la cantante británica de hip hop M.I.A. Originalmente listo para lanzarse en septiembre de 2004, fue publicado por la compañía discográfica XL Recordings hasta el 22 de marzo de 2005 en los Estados Unidos y un mes más tarde en Reino Unido debido a problemas con los permisos de los sampleos. Previo a la salida del material, fueron editados los sencillos «Sunshowers» y «Galang», y un mixtape: Piracy Funds Terrorism.
M.I.A. escribió y con-escribió todas las canciones del álbum y creó la base musical de las mismas usando una Roland MC-505, la cual le fue obsequida por su amiga Justine Frischmann, integrante del extinto grupo Elastica. Contó con la producción de Paschal Byrne, KW Griff, Steve Mackey, Ross Orton, Anthony Whiting, Switch, Diplo y Richard X. El título del álbum hace referencia al alias de su padre, Arul Pragasam, quien lideró al ejército de los Tigres de Liberación de Tamil Eelam durante la guerra civil de Sri Lanka. Las letras tienen un fuerte contenido político relacionado con el conflicto bélico citado, y la música incorpora una diversa gama de estilos que van desde hip hop y electroclash hasta funk carioca y punk rock.
Arular fue aclamado por la crítica por su mezcla de estilos y la integración de letras políticas en el dance. Fue nominado para el Mercury Music Prize en 2005 y fue incluido en el libro 1001 discos que hay que escuchar antes de morir del crítico de música británico Robert Dimery. De Arular se desprendieron diversos sencillos promocionales, entre los que se encuentran «Sunshowers», «Galang», «Hombre» y «Bucky Done Gun». A pesar de que sólo alcanzó el número 98 en el listado de álbumes del Reino Unido y la posición 190 del Billboard 200 en los Estados Unidos, publicaciones especializadas como Billboard, New Musical Express, Pitchfork, Rolling Stone y Q lo designaron entre los mejores álbumes de 2005. En 2009 la revista estadounidense Rolling Stone colocó a Arular en el lugar número cincuenta y dos de su lista los 100 mejores álbumes de la década del 2000.

## Grabación y producción
Antes de 2001, Mathangi «Maya» Arulpragasam (M.I.A.), graduada de Central St. Martin (la escuela de arte y diseño más prestigiosa de Gran Bretaña), había trabajado exclusivamente como artista visual. Uno de sus primeros trabajos fue el diseño de la portada del álbum The Menace de la banda británica Elastica, esto posteriormente la llevó a video documentar la subsiguiente gira de la banda por Estados Unidos y dirigirles el video musical de «Mad Dog God Dam». Durante la gira conoció a la artista de electroclash Peaches, que fue telonera de Elástica en la travesía. Las presentaciones de la canadiense, en las cuales sólo utilizaba un secuenciador Roland MC-505 Groovebox, inspiraron a M.I.A. a adentrarse en la música. De regreso en Londres, Justine Frischmann de Elástica le regaló una Roland MC-505 Groovebox con la que empezó a construir demos con la mezcla de hip hop, dancehall y reggaeton con bases de 8 bits. Al no considerarse una buena cantante, M.I.A. pensó en convertirse en productora musical, en un principio buscó en diversos clubes a caribeñas para que interpretaran sus composiciones, sin embargo no tuvo éxito.
Una vez terminado su demo con seis canciones, el mánager de Frischmann le consiguió un contrato con XL Recordings. Después comenzó a escribir las canciones y componer las melodías que conformarían el álbum en su casa, programando todos los ritmos en su propia caja de ritmos. Estas primeras mezclas, producidas mediante el método del ensayo y error, posteriormente fueron perfeccionadas con la colaboración de productores como DJ Switch, DJ Diplo y Richard X. Al contar con una gran diversidad de productores, M.I.A. pretendía darle a la producción una gran gama de estilos.

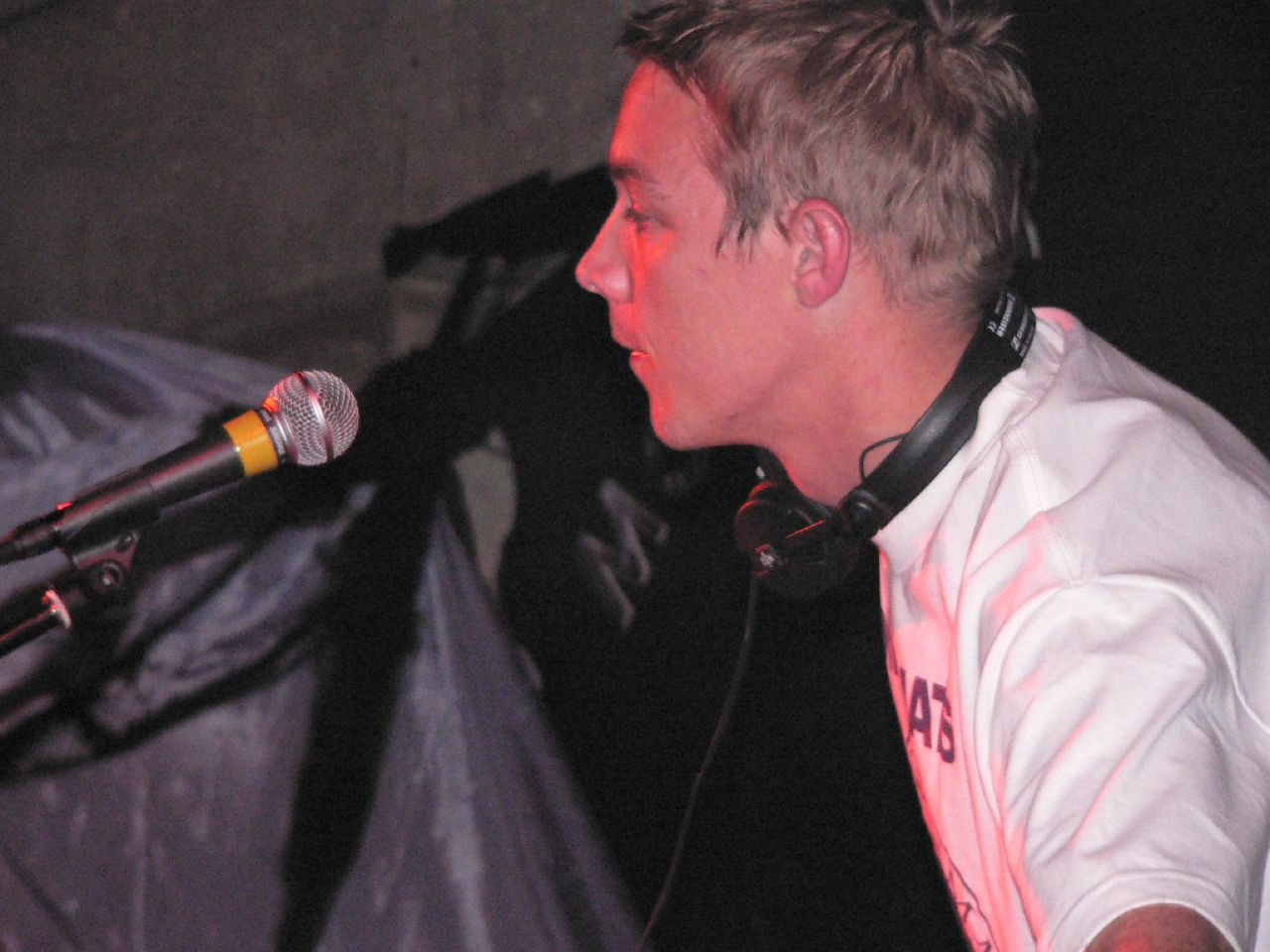
Thomas Wesley Pentz, a.k.a. DJ Diplo, fue uno de los productores del álbum. Trabajó anteriormente con M.I.A. en el mixtape Piracy Funds Terrorism Vol. 1.

DJ Diplo introdujo elementos de funk carioca al tema «Bucky Done Gun». Su compañero, el productor y compositor Richard X, trabajó en «Hombre», cuyos ritmos surgieron a partir de los sonidos de juguetes que Arulpragasam había comprado en su viaje a India, a los cuales les fueron adicionados otros sonidos como los que producen bolígrafos y teléfonos móviles. Steve Mackey y Ross Orton, conocidos profesionalmente como Cavemen, trabajaron en «Galang», que en un inicio Maya produjo con su Roland MC-505 y una base de cuatro pistas. Para la composición de la letra Arulpragasam recibió la ayuda de Justine Frischmann, cuya aportación calificó como «interesante». Trabajando con Cavemen en un estudio profesional, la intérprete le añadió bajos y nuevas vocales para darle a la canción un sonido más «analógico» que lo realizado con su MC-505. Ella había pensado en invitar a diversos cantantes a participar en Arular, sin embargo, las limitaciones del presupuesto de la producción y la falta de conocimiento de su trabajo por parte de otros artistas la llevaron a desechar esta posibilidad y se vio en la decisión de interpretar todas los temas.

## Contenido

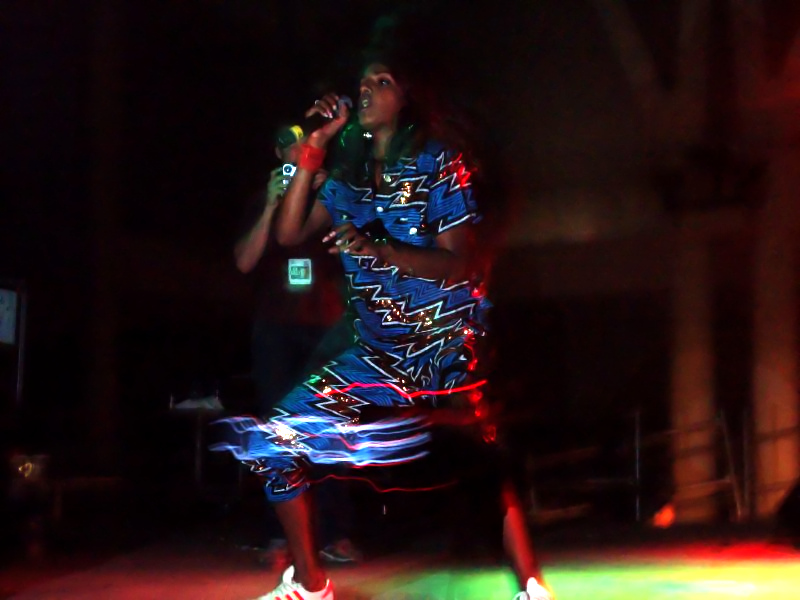
M.I.A. en el festival Sónar de Barcelona en junio de 2005.

### Música
Musicalmente, el álbum incorpora elementos de funk, grime, hip hop y el ragga. El periodista Peter Shapiro del periódico The Times aseguró que la producción estaba influenciada en «cualquier cosa que tuviera ritmo». Algunas piezas se basaron en la música tamil, que la cantante escuchó durante su infancia. Shapiro describió su música como un «choque multigenérico» y la comparó con su arte gráfico al describirlo como «vivaz, alegre, de baja calidad y engañozamente dulce». En una entrevista de 2005 se le preguntó a la intérprete sobre la dificultad de encasillarla en un género, a lo que respondió:

La gente del hip hop se abre más a los nuevos ritmos que los indie. Las influencias se mezclas unas con otras. Sólo acepto donde estoy, acepto donde está el mundo y acepto como recibimos y asimilamos la información. Recibo que alguien de Tokio está mandando mensajes instantáneos en internet, y que alguien de las favelas está en internet. Parece que todos sabemos un poquito de todo y así es como procesamos la información en la actualidad. Esto sólo es un reflejo de ello.

Arular tomó su nombre del alias del padre de la cantante, Arul Pragasam, uno de los primeros líderes de la guerrilla tamil (los conocidos Tigres de Liberación de Tamil Eelam) adiestrado en los campos de entrenamiento que la Organización para la Liberación de Palestina tenía en Líbano a mediados de los 70 y que luchó en la guerra civil de Sri Lanka. La intérprete reconoce que las «ideas revolucionarias» de su padre son la temática central de su trabajo. El álbum está influenciado en la música que M.I.A. ha escuchado desde su infancia, que incluyen hip hop, dancehall y punk rock. Cuando arribó a Inglaterra con su familia en 1986 pasó a residir al oeste de Londres, donde a finales de la década de 1980 comenzó a ser expuesta a la música occidental y desarrolló su gusto por el hip hop y dancehall.
Cita como sus principales influencias a Eric B. & Rakim, Public Enemy, MC Shan, Ultramagnetic MCs, Silver Bullet y en especial London Posse, a quienes describe como «lo mejor del hip hop británico». Durante su etapa estudiantil en el colegio de Arte y Diseño Central Saint Martins sintió afinidad hacia al punk, cita a The Clash, The Slits, Malcolm McLaren, Don Letts y el emergente sonido alternativo del britpop y electroclash.

### Letras
La BBC describió las letras como «siempre fluidas y nunca demasiado retóricas», con tópicos que van desde el sexo hasta el tráfico de drogas. Antes del lanzamiento del álbum, M.I.A. declaró que a la audiencia le resulta difícil bailar canciones con temas políticos: «Nadie quiere bailar música con mensaje político, pero es que yo tampoco hago política. Sólo escribo sobre lo que pasa a mi alrededor, cuento lo que veo en la tele, lo que escucho en las noticias. Mi único objetivo como ser humano es intentar ser lo más útil posible». Esto hizo que la intérprete produjera música pop que abordara temas importantes. «Sunshowers», en cuya letra se hace referencia a francotiradores, asesinatos y a la OLP, fue escrita en respuesta hacia algunos sectores que consideraban a los Tigres tamiles como un grupo terriorista. La letra causó controversia: la cadena televisiva MTV censuró los sonidos de disparos de la canción y la división norteamericana del canal le exigió un comunicado en el que debía aclarar el contenido de «Sunshowers» si quería que su pertinente videoclip (rodado en la selva del sur de la India por Rajesh Touchriver) fuera emitido. Al respecto, M.I.A. comunicó:

«Eso es lo que vemos todos los días en la tele. ¿Acaso los telediarios censuran las imágenes de la guerra y sus muertos? Por eso escribí esa canción. Uno no puede separar el mundo en dos, en bueno y en malo. El terrorismo es un método, pero Estados Unidos ha conseguido empaquetar a todos los grupos independentistas, revolucionarios o extremistas como si fueran una sola cosa y su lucha contra el terrorismo afecta al mundo más incluso que el propio terrorismo».

## Diseño gráfico

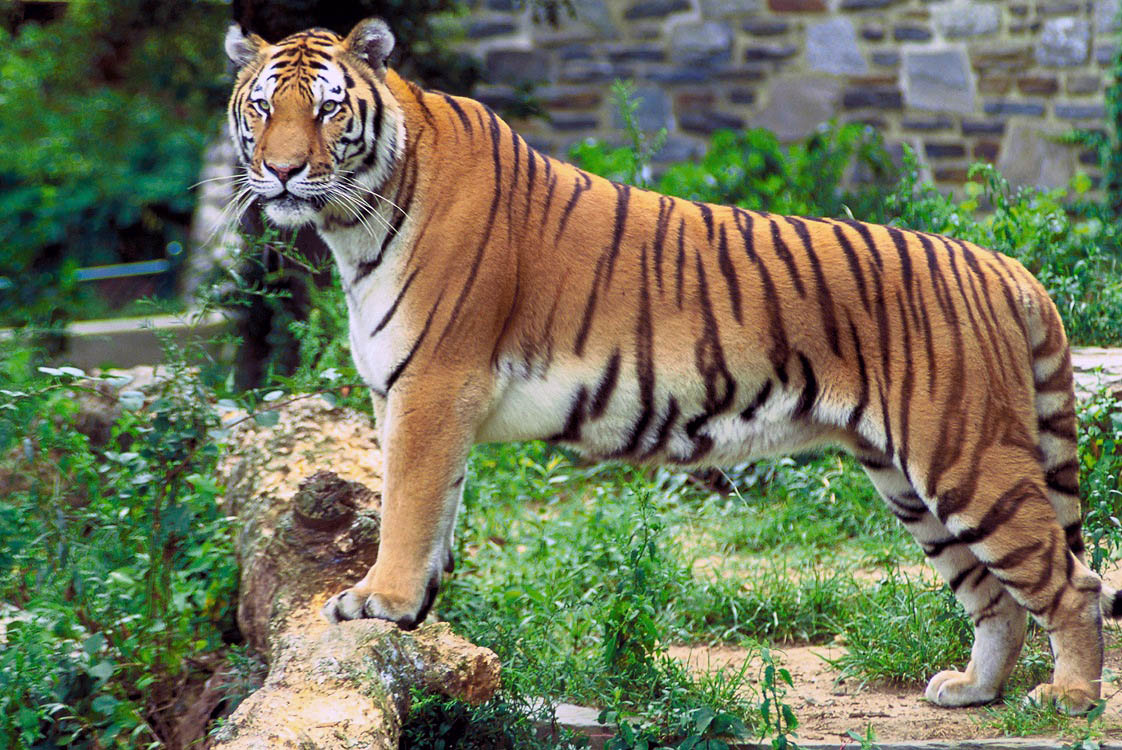
El tigre es una figura recurrente en el arte gráfico de Arular, animal también frecuentemente asociado a la guerrilla tamil.

Todas las fotografías, pinturas y dirección artística de Arular fue atribuida a M.I.A., con ayuda de Steve Loveridge. El concepto del mismo fue descrito como «estilo guerrillero», en palabras de la columnista de Spin Lorraine Ali. El folleto de Arular se adornaba con motivos de tanques, ametralladoras, bombas y representaciones diversas de tigres, hecho que los críticos relacionaron con los Tigres tamiles. El crítico de Village Voice y autonombrado «decano de los críticos de rock» Robert Christgau conectó las imágenes del álbum con la obsesión de la artista con la organización militar, pero que cumplen una función meramente artística y no de propaganda a la misma. En su punto de vista, las imágenes fueron consideradas controversiales sólo porque se asume que «los fanáticos del rocanrrol son estúpidos y no se espera que puedan determinar su verdadero significado». De igual forma, el crítico de PopMatters Robert Wheaton señaló que los tigres son «preponderantes en su visión del mundo», pero añade que pese a que estos felinos son ampliamente asociados con la guerrilla tamil, su uso por parte de la cantante no indica que apoye a este movimiento independentista.

## Lanzamiento
El lanzamiento de Arular se tenía planeado para septiembre de 2004, sin embargo este no fue efectuado. La compañía discográfica argumentó problemas con obteción del permiso para el uso de un sampleo, el cual no fue especificado. Inicialmente se manejaron y publicitaron fechas probables de diciembre de 2004 y febrero de 2005, no obstante, su salida se prolongó nuevamente; en este punto, el sitio web Pitchfork Media anunció que la publicación de Arular se había pospuesto de manera indefinida. Finalmente fue publicado el 22 de marzo de 2005 por XL Recordings en los Estados Unidos, aunque el tema «U.R.A.Q.T.» fue omitido porque los problemas legales con el permiso del sampleo no habían sido resultas. La edición para Reino Unido fue puesta a la venta hasta el 18 de abril con la correspondiente inclusión de «U.R.A.Q.T.», esta edición sería publicada posteriormente en mayo de 2005 por Interscope Records para los Estados Unidos. Arular desató números debates en la internet sobre los tigres tamiles; por el tiempo en el que fue puesto a la venta, M.I.A. generó un enorme furor en distintos sitios web secundario al anticipado y muchas veces postergado lanzamiento de su primer material. En contraste, M.I.A. comentó en diciembre de 2005 que poco entendía la enorme popularidad que gozaba entre los blogueros de música, al aclarar que no tenía ni siquiera una computadora.

## Promoción

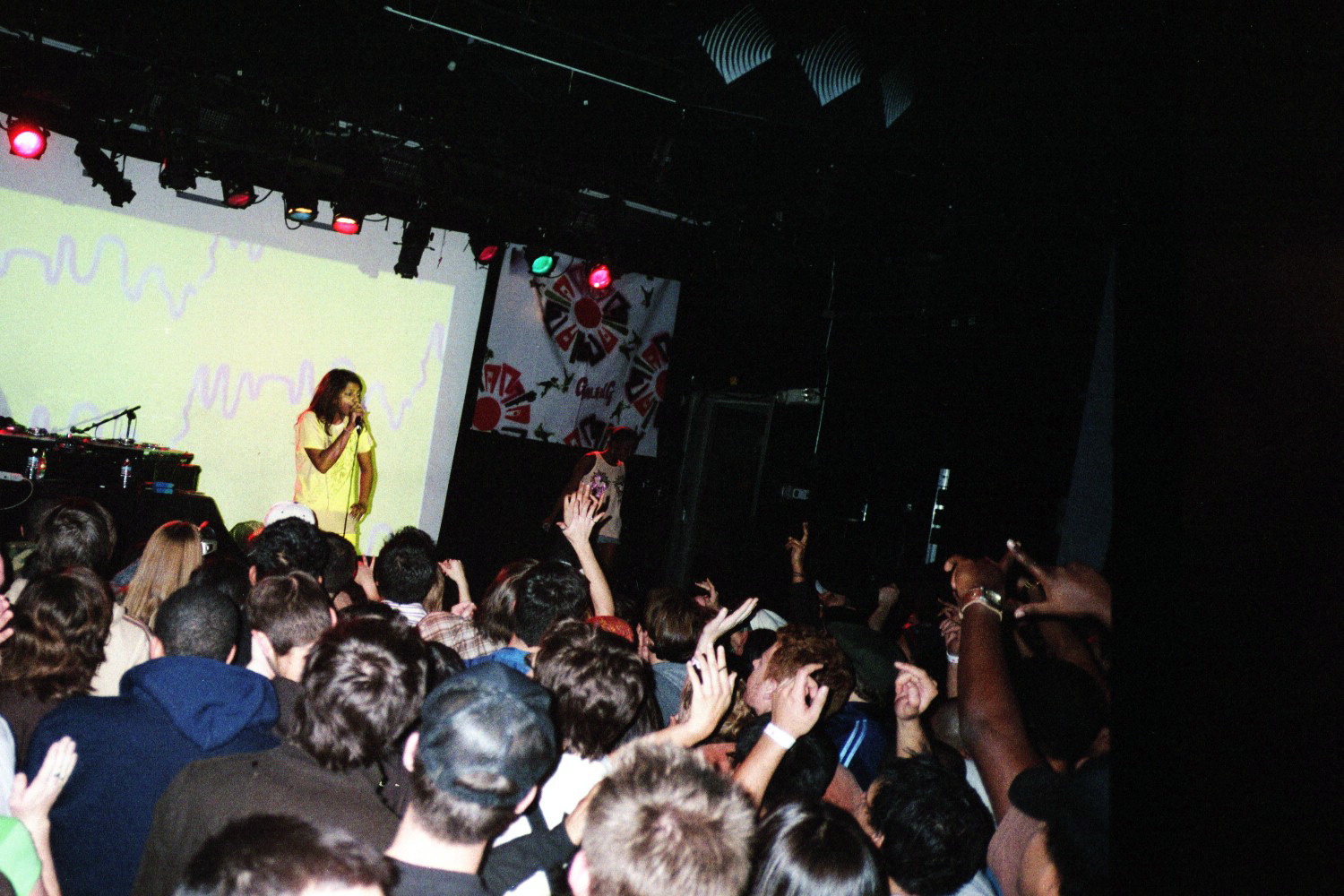
M.I.A. en el Knitting Factory de Los Ángeles, en febrero de 2005.

El primer promocionanl extraído del álbum fue «Galang». Este fue publicado hacia finales de 2003 por parte de la compañía discográfica independiente Showbiz Records, quienes elaboraron y distribuyeron 500 copias promocionales antes de que M.I.A firmara con XL Recordings. Posteriormente XL relanzaría la canción a manera de segundo sencillo oficial el 14 de septiembre de 2004, y luego la reeditaría por tercera ocasión el 11 de octubre de 2005 bajo el título de «Galang '05», acompañado de un remezcla de Serj Tankian. El primer sencillo oficial de M.I.A fue «Sunshowers», publicado por la XL el 5 de julio de 2004. Este fue acompañado por un videoclip dirigido por el director de cine indio Rajesh Touchriver. Subsecuentemente, después del relanzamiento de «Galang», se editó «Bucky Done Gun» como tercer sencillo de Arular el 26 de julio de 2005. La dirección del video musical estuvo a cargo del fotógrafo Anthony Mandler.
En diciembre de 2004 M.I.A. puso en circulación de manera independiente el mixtape Piracy Funds Terrorism, producido por M.I.A. y DJ Diplo. La producción consistía en mezclas de canciones contenidas en Arular con temas de The Bangles, Jay-Z, Salt-n-Pepa, Baby, Dead Prez, Missy Elliott, Ciara, LL Cool J y Cutty Ranks; y fue promocionado boca a boca. A principios de 2005, poco después del lanzamiento de Arular, una extensa colección de remezclas de la obra de M.I.A. hecha por fanáticos fue subida, conjuntada y puesta a disposición de los mismos como un «mixtape en línea» en la página oficial de la XL Recordings bajo el título de Online Piracy Funds Terrorism. La cantautora inició una extensa gira durante 2005 para promocionar el álbum. El Arular Tour incluyó conciertos en Estados Unidos, como telonera de LCD Soundsystem y apariciones en distintos festivales musicales de Europa, Japón y América del Sur. En noviembre de 2005 apareció como telonera en algunas fechas del Harajuku Lovers Tour de Gwen Stefani.

## Recepción de la crítica
Arular fue muy bien recibido por la crítica especializada por su mezcla de estilos y la integración de letras políticas en la música dance. Metacritic le asignó una puntuación de 88 sobre 100, sobre la base de 33 reseñas y lo denominó como un trabajo «aclamado universalmente». La revista Spin alabó el álbum por su fusión de «la arrogancia del hip hop y el baile dancehall con la imagen barata y ruidosa del punk» y lo consideró como el mejor álbum político del año. Adam Weeb escribió en Yahoo! Music que el estilo del álbum era «amateurismo profesional» y calificó el enfoque de M.I.A. como «disperso», pues comenta que ella se apropia sin dificultad de la música de varias culturas y las filtra a través de los más básicos equipamientos. Mencionó que «el dancehall es su principal influencia, pero también uno de muchas colisiones sísmica con otros géneros varios». En su reseña para Stylus Magazine, Josh Timmermann describió a Arular como «un álbum ostentoso, chispeante y totalmente contemporáneo» y continuó diciendo que «no hemos escuchado algo así antes». Rob Sheffield de la Rolling Stone encontró al trabajo «extraño, pícaro, incategorizable, sexy y brillantemente adictivo». Sasha Frere-Jones de la publicación The New Yorker describió a la primera producción de M.I.A. como «world music auténtico», basado «en el tejido de la vida política en lo que sigue siendo, básicamente, temas dance». Otras reseña no fueron tan favorable, Jeff Leven de Paste subrayó que Arular, pese a ser un buen trabajo, no es tan «alucinante» como muchos críticos aseguran. La revista especializada Q lo calificó como un «estilo mag-cool y pop-rap» y alegó que carecía de la sustancia sugerida por la decisión de M.I.A. de ponerle el nombre de su padre.
Arular fue nominado para el Mercury Music Prize en el Reino Unido, y fue designado mejor álbum del año por parte de Stylus Magazine. Se colocó en la posición número dos en la encuesta anual Pazz & Jop de The Village Voice al mejor álbum de 2005. El periódico Washington City Paper lo consideró el segundo mejor álbum del año, mientras que Pitchfork Media y Slant Magazine posicionó a Arular en el puesto número cuatro entre sus listas de los mejores álbumes del 2005. En contraste, el rotativo británico The Guardian lo consideró entre los cinco mejores trabajos del año. También el crítico de música británico Robert Dimery lo incluyó en su libro 1001 discos que hay que escuchar antes de morir, donde Dimery le introdujo como «el debut más brillante desde el primer álbum de Madonna». El vocalista de la banda británica de rock alternativo Radiohead, Thom Yorke, citó a M.I.A. como una de las influencias más importantes para la construcción del álbum In Rainbows.

Verdaderamente traté de limitarme [a no escuchar el trabajo de otras personas mientras componía las canciones del material], pero el primer álbum de M.I.A realmente se coló. M.I.A toma este pedazo completo y corta y repite, corta y repite, corta, no termina [sobre su método]. Me recuerda esos momentos en los que sólo agarrás la guitarra y tras los tres primeros acordes dices: sí, está bien. Y paras. No es como estar sentado quince horas agonizando con el sonido del hi-hat. Parece ocurrir con la programación y la electrónica muchas veces. Puedes sentir que el dolor se va.

## Reconocimientos
La información respecto a los reconocimientos atribuidos a Arular está adaptada en parte a Acclaimed Music.
| Publicación   | País           | Elogio                                          | Año  | Posición |
| ------------- | -------------- | ----------------------------------------------- | ---- | -------- |
| Robert Dimery | Reino Unido    | 1001 discos que hay que escuchar antes de morir | 2005 | *        |
| Pitchfork     | Estados Unidos | Los primeros 200 álbumes de los 2000            | 2009 | 54       |
| Rolling Stone | Estados Unidos | Los 100 mejores álbumes de la década            | 2009 | 52       |
| Uncut         | Reino Unido    | 150 álbumes de los 2000                         | 2009 | 85       |

## Lista de canciones
Todas las canciones escritas y compuestas por Maya Arulpragasam, excepto las señaladas. 
| Edición estadounidense de 2005 | |        |                   |                                                                           |          |  |
| N.º                            | Título                                                                                                | Letras | Música            | Escritor(es)                                                              | Duración |  |
| 1.                             | «Banana Skit»                                                                                         |        | Maya Arulpragasam |                                                                           | 0:36     |  |
| 2.                             | «Pull Up the People»                                                                                  |        | Maya Arulpragasam | Arulpragasam, A. Brucker, Paschal Byrne                                   | 3:45     |  |
| 3.                             | «Bucky Done Gun» (Sample de «Gonna Fly Now» de Bill Conti, «inspirada» en «Injeção» de Deize Tigrona) |        | Maya Arulpragasam | Arulpragasam, Carol Conners, Bill Conti, Wesley Pentz, Ayn Robbins        | 3:46     |  |
| 4.                             | «Fire Fire»                                                                                           |        | Maya Arulpragasam | Arulpragasam, Anthony Whiting                                             | 3:28     |  |
| 5.                             | «Freedom Skit»                                                                                        |        | Maya Arulpragasam |                                                                           | 0:42     |  |
| 6.                             | «Amazon»                                                                                              |        | Maya Arulpragasam | Arulpragasam, Richard X                                                   | 4:16     |  |
| 7.                             | «Bingo»                                                                                               |        | Maya Arulpragasam | Arulpragasam, Anthony Whiting                                             | 3:12     |  |
| 8.                             | «Hombre»                                                                                              |        | Maya Arulpragasam | Arulpragasam, Dwain 'Willy' Wilson III                                    | 4:02     |  |
| 9.                             | «One for the Head Skit»                                                                               |        | Maya Arulpragasam |                                                                           | 0:29     |  |
| 10.                            | «10 Dollar»                                                                                           |        | Maya Arulpragasam | Arulpragasam, Richard X                                                   | 4:03     |  |
| 11.                            | «Sunshowers»                                                                                          |        | Maya Arulpragasam | Arulpragasam, Stony Browder Jr., August Darnell, Steve Mackey, Ross Orton | 3:16     |  |
| 12.                            | «Galang»                                                                                              |        | Maya Arulpragasam | Arulpragasam, Justine Frischmann, Mackey, Orton                           | 3:35     |  |
| 13.                            | «M.I.A.» (Pista secreta)                                                                              |        | Maya Arulpragasam | Arulpragasam, Frischmann, Sugu Arulpragasam                               | 3:27     |  |
| 38:06                          | |        |                   |                                                                           |          |  |

Todas las canciones escritas y compuestas por por Maya Arulpragasam, excepto las señaladas. 
| Edición británica de 2005 | |        |                   |                                                                           |          |  |
| N.º                       | Título                                                                                                | Letras | Música            | Escritor(es)                                                              | Duración |  |
| 1.                        | «Banana Skit»                                                                                         |        | Maya Arulpragasam |                                                                           | 0:36     |  |
| 2.                        | «Pull Up the People»                                                                                  |        | Maya Arulpragasam | Arulpragasam, A. Brucker, Paschal Byrne                                   | 3:45     |  |
| 3.                        | «Bucky Done Gun» (Sample de «Gonna Fly Now» de Bill Conti, «inspirada» en «Injeção» de Deize Tigrona) |        | Maya Arulpragasam | Arulpragasam, Carol Conners, Bill Conti, Wesley Pentz, Ayn Robbins        | 3:46     |  |
| 4.                        | «Sunshowers»                                                                                          |        | Maya Arulpragasam | Arulpragasam, Stony Browder Jr., August Darnell, Steve Mackey, Ross Orton | 3:16     |  |
| 5.                        | «Fire Fire»                                                                                           |        | Maya Arulpragasam | Arulpragasam, Anthony Whiting                                             | 3:28     |  |
| 6.                        | «Dash the Curry Skit»                                                                                 |        | Maya Arulpragasam |                                                                           | 0:40     |  |
| 7.                        | «Amazon»                                                                                              |        | Maya Arulpragasam | Arulpragasam, Richard X                                                   | 4:16     |  |
| 8.                        | «Bingo»                                                                                               |        | Maya Arulpragasam | Arulpragasam, Anthony Whiting                                             | 3:12     |  |
| 9.                        | «Hombre»                                                                                              |        | Maya Arulpragasam | Arulpragasam, Dwain 'Willy' Wilson III                                    | 4:02     |  |
| 10.                       | «One for the Head Skit»                                                                               |        | Maya Arulpragasam |                                                                           | 0:29     |  |
| 11.                       | «10 Dollar»                                                                                           |        | Maya Arulpragasam | Arulpragasam, Richard X                                                   | 4:03     |  |
| 12.                       | «U.R.A.Q.T.» (Sample de «The Streetbeater» de Quincy Jones)                                           |        | Maya Arulpragasam | Arulpragasam, Quincy Jones                                                | 3:35     |  |
| 13.                       | «Galang»                                                                                              |        | Maya Arulpragasam | Arulpragasam, Justine Frischmann, Mackey, Orton                           | 3:35     |  |
| 14.                       | «M.I.A.» (Pista secreta)                                                                              |        | Maya Arulpragasam | Arulpragasam, Frischmann, Sugu Arulpragasam                               | 3:27     |  |
| 38:06                     | |        |                   |                                                                           |          |  |

## Personal
- Voz
  - Maya Arulpragasam
- Coros
  - Nesreen Shah (en «Sunshowers»)

- Ingeniería de sonido principal
  - A. Brucker (Dave «Switch» Taylor) en «Pull Up the People», «Bucky Done Gun» y «U.R.A.Q.T»
  - Paschal Byrne en «Bucky Done Gun» y «U.R.A.Q.T»
  - Pete Hofmann en «Amazon» y «10 Dollar»

- Productor
  - A. Brucker (Dave "Switch" Taylor) en «Pull Up the People», «Bucky Done Gun» y «U.R.A.Q.T»
  - Paschal Byrne en «Bucky Done Gun» y «U.R.A.Q.T»
  - DJ Diplo en «Bucky Done Gun», «M.I.A.» y «U.R.A.Q.T»
  - KW Griff en «U.R.A.Q.T»
  - Steve Mackey en «Sunshowers» y «Galang»
  - Ross Orton en «Sunshowers» y «Galang»
  - Anthony Whiting en «Fire Fire» y «Bingo»
  - Richard X en «Amazon», «10 Dollar» y «Hombre» (como Dwain «Willy» Wilson III)
  - Wizard en «Bucky Done Gun»
- Dirección artística
  - Steve Loveridge
- Mezclado
  - A. Brucker (Dave «Switch» Taylor) en «Bucky Done Gun» y «U.R.A.Q.T»
  - Paschal Byrne en «Bucky Done Gun» y «U.R.A.Q.T»
  - Pete Hofmann en «Amazon» y «10 Dollar»
  - Wizard en «Bucky Done Gun»

## Posiciones en las listas de éxitos

### Álbum
| Lista de éxitos     | Posición |
| ------------------- | -------- |
| Billboard 200       | 190      |
| UK Singles Chart    | 98       |
| Top 60 sueco        | 47       |
| VG-lista de Noruega | 20       |
| Oricon              | 47       |